# Reyer Venezia 1960-1961
Questa voce raccoglie le informazioni riguardanti la Reyer Venezia nelle competizioni ufficiali della stagione 1960-1961.

## Stagione
La Reyer Venezia disputa il campionato di Serie B terminando al 1º posto a punteggio pieno e guadagnando la promozione in serie A. 

## Rosa 1960-1961
Allenatore: